# Paredes (Espanha)
Paredes é um município da Espanha na província de Cuenca, comunidade autónoma de Castilla-La Mancha, de área 19,44 km² com população de 99 habitantes (2006) e densidade populacional de 4,32 hab/km².

## Demografia
| Variação demográfica do município entre 1991 e 2004 | Variação demográfica do município entre 1991 e 2004 | Variação demográfica do município entre 1991 e 2004 | Variação demográfica do município entre 1991 e 2004 |
| --------------------------------------------------- | --------------------------------------------------- | --------------------------------------------------- | --------------------------------------------------- |
| 1991                                                | 1996                                                | 2001                                                | 2004                                                |
| 76                                                  | 75                                                  | 79                                                  | 84                                                  |